# Bromek benzylu
Bromek benzylu (C6H5CH2Br) – organiczny związek chemiczny z grupy halogenków alkilu, bromowa pochodna toluenu.
Związek ten był stosowany jako bojowy środek trujący o działaniu łzawiącym w czasie I wojny światowej. Obecnie nie ma już znaczenia militarnego. Jest stosowany dość często jako substrat do wielu syntez organicznych. Można otrzymać go przez bromowanie toluenu (metylobenzenu) N-bromoimidem kwasu bursztynowego (NBS) lub bromem (tylko w obecności światła):